# ميهميت كارا
ميهميت كارا (بالتركية: Mehmet Kara)‏ (21 نوفمبر 1983 في ألمانيا - ) هو لاعب كرة قدم تركي في مركز الوسط. لعب مع بادربورن 07 وغازي عنتاب بي.بي.كي وغازي عنتاب سبور وغنتشلربيرليغي ونادي بروسيا مونستر وHammer SpVg ‏.

## روابط خارجية
- ميهميت كارا على موقع اتحاد تركيا (لاعب) (الإنجليزية)
- ميهميت كارا على موقع قاعدة بيانات كرة القدم.إي يو (الإنجليزية)
- ميهميت كارا على موقع بيانات كرة القدم. دي إي (الألمانية)
- ميهميت كارا على موقع عالم كرة القدم.نت (الإنجليزية)